# Tours Football Club
Tours Football Club é um clube de futebol da França. Atualmente disputa a Championnat National

## Títulos
- Ligue 2: 1

(1984)
- Championnat de France Amateur: 1

(1927)